# Rue de la Tannerie (Paris)
Pour les articles homonymes, voir Rue de la Tannerie.
La rue de la Tannerie est une ancienne voie de Paris qui était située dans l'ancien 7e arrondissement et qui a disparu lors de l'ouverture du boulevard de l'Hôtel-de-Ville en 1854.

## Situation
Au XIXe siècle, la rue de la Tannerie, d'une longueur de 156 mètres, qui était située dans l'ancien 7e arrondissement, quartier des Arcis commençait aux 7-7 bis, place de l'Hôtel-de-Ville et finissait aux 8-10, rue de la Planche-Mibray.
Les numéros de la rue étaient rouges. Le dernier numéro impair était le no 41 et le dernier numéro pair était le no 42.

## Origine du nom
Elle tenait son nom des tanneurs qui l'habitaient, dès 1300, à cause de la proximité de la Seine.

## Historique
Dès l'année 1300, elle portait le nom de « rue de la Tannerie » qu'elle tenait des tanneurs qui étaient venus l'habiter, en raison de sa proximité de la Seine.
Elle est citée dans Le Dit des rues de Paris de Guillot de Paris sous le nom « rue de la Tanerie ».
En 1348, selon Sauval, elle s'appelait « ruelle de la Planche-aux-Teinturiers » et « rue de la Planche-aux-Teinturiers ». Elle prit ensuite le nom de « rue de l'Éscorcherie », « rue de l'Écorcherie », en raison des bouchers qui l'occupaient, mais finalement la désignation de « rue de la Tannerie » a prévalu.
Elle est citée sous le nom de « rue de la Tannerie » dans un manuscrit de 1636.
En 1642, la rue de la Tannerie compte encore deux courroyeurs et un tanneur.
En 1673, Louis XIV expulse les tanneurs, les teinturiers et les mégissiers du centre de Paris pour qu'ils s'installent dans le quartier Saint-Marcel et le quartier de Chaillot :
« Arrêt du conseil, 24 février 1673 : 
Le roy s'estant fait représenter en son conseil l'arrest rendu en iceluy le 28 octobre dernier, par lequel sa majesté auroit ordonné l'exécution de l'édit du 2 décembre 1577, et de l'arrest de la cour de parlement du 6e may 1623, rendu en conséquence pour la translation des tanneurs et tinturiers de la rue de la Tannerye, où ils sont à présent estably, en un autre lieu commode èz-environs de la dite ville, et qu'à cest effect, assemblée seroit faicte en l'Hostel de la dite ville des conseillers, quartiniers, et de tel nombre de notables bourgeois que les dits prevost des marchands et eschevins jugeroient à prospos de mander pour adviser aux moyens de pourveoir à la salubrité de la dite ville, et du lieu le plus proche èz-environs d'icelle où l'on pourroit placer les tanneurs, tinturiers et mégissiers, pour le procès-verbal faict et rapporté être par sa majesté ordonné ce qu'il appartiendroit ; et veu le procès-verbal de la dite assemblée du 7 février 1673, en laquelle les dits tanneurs et tinturiers qui sont logés dans la dite rue de la Tannerye et ceux qui sont dans les autres quartiers de Paris sur le bord de la rivierre, seront tenus de se retirer dans un an du jour du présent arrest dans le quartier Saint-Marcel et Chalyot, aux maisons estant sur le bord de la rivierre, ou autres lieux qui seront par eux indiqués qui ne se trouveront point incommoder au publicq, nonobstant la quelle translation, les dits tanneurs et tinturiers qui se retireront de la dite rue de la Tannerye et autres du dedans de Paris conserveront tous leurs privilèges et exemptions de leurs mestiers, et en qualité de bourgeois de Paris, dont ils jouissent, à l'effect de quoy leur seront tous arrêts et lettres expédiés. Enjoignant sa majesté à tous ses officiers de les maintenir et garder en la jouissance des dits privilèges, et de favoriser en toutes choses la ditte translation, et aux dits prevost des marchands et eschevins de tenir la main à l'exécution du présent arrest qui sera exécuté nonobstant oppositions ou appellations quelconques et sans préjudice d'icelles, dont si aucunes interviennent, sa majesté s'est réservé et à son conseil la connaissance, icelle interdite à toutes ses autres cours et juges. 
Signé d'Aligre et Colbert. »
Une décision ministérielle du 19 germinal an VIII (9 avril 1800), signée Louis Bonaparte, fixe la largeur de cette voie publique à 8 mètres. Cette largeur est portée à 10 mètres, en vertu d'une ordonnance royale du 22 mai 1837.
La prison du prévôt des marchands était située dans cette rue. Elle était très petite, mesurant onze pieds de long sur quatre de large.
La rue de la Tannerie disparaît en 1854 lors du percement du boulevard de l'Hôtel-de-Ville.